# Советская улица (Астрахань)
Сове́тская у́лица — главная улица старой Астрахани, пересекающая исторический район Белый город с запада на восток. Начинается от улицы Тредиаковского у Соборной колокольни Астраханского кремля, проходит по границе Братского сада, пересекает улицу Кирова, Театральный переулок, улицы Володарского, Коммунистическую, Шелгунова, Михаила Аладьина и Советский переулок, заканчиваясь безымянной площадью с памятником казахскому композитору Курмангазы Сагырбаеву, примыкающей к улице Калинина около сквера «Армения».

## История
Улица заложена воеводой Иваном Выродковым в первые годы после колонизации Астрахани русскими, когда в 1560 году в стороне от деревянного кремля построили первый приходской храм (Рождественский) и провели до него дорогу, ставшую главной транспортной артерией посада.
Первоначально называлась Большой или Большой Продольной, во второй половине XVIII века после выпрямления получила название Першпективная. В 1837 году улица была названа Екатерининской. До 1920 года называлась Московской, после чего была переименована в Советскую.
Современную застройку улицы составляют каменные здания и архитектурные комплексы 1800-х — 1970-х годов постройки, в том числе 23 памятника культурного наследия: 7 федеральных, 14 региональных, 2 вновь выявленных.
В 1958 году на улице был обустроен Сквер имени А. С. Пушкина, ныне одна из известных достопримечательностей города.

## Застройка
- дом 15/5 — Здание городских учреждений, резиденция губернатора Астраханской области
- дом 23 — Астраханская государственная консерватория

## Фотогалерея
- Здание городских учреждений
- Фонтан у домов 20 и 22
- Дом 25
- Вид на дом 28 (Астраханский драматический театр) с улицы Шелгунова